# Gouvernement Dewar
Écosse
Aucun McLeish
Le gouvernement Dewar (en anglais : Dewar Government) est le premier gouvernement de l'Écosse entre le 17 mai 1999 et le 11 octobre 2000, durant la première législature du Parlement écossais.

## Historique du mandat
Dirigé par le nouveau Premier ministre travailliste Donald Dewar, précédemment secrétaire d'État pour l'Écosse, ce gouvernement est constitué et soutenu par une coalition de centre gauche entre le Parti travailliste écossais (SLP) et les Libéraux-démocrates écossais (SLD). Ensemble, ils disposent de 73 députés sur 129, soit 56,6 % des sièges du Parlement.
Il est formé à la suite des élections parlementaires du 6 mai 1999.
Il est le premier gouvernement écossais formé depuis l'adoption de la dévolution du pouvoir. Juridiquement, il succède donc au bureau pour l'Écosse, organisme du gouvernement du Royaume-Uni chargé de l'administration du territoire. Ce bureau est alors dirigé, depuis la victoire travailliste de mai 1997, par Donald Dewar.
Au cours du scrutin, le SLP reçoit plus de 70 % des sièges pourvus au scrutin uninominal majoritaire à un tour, mais le mode de scrutin mixte retenu le met en minorité avec moins de 45 % du total des députés écossais. Dewar, artisan de la dévolution, s'associe alors avec les SLD, qui totalisent près de 15 % des sièges. Contrairement au travailliste Alun Michael, devenu Premier secrétaire du Pays de Galles cinq jours plus tôt, il refuse donc de former un gouvernement minoritaire.
Le 10 octobre 2000, Dewar est victime d'une hémorragie intra-cérébrale. Hospitalisé en urgence, il meurt dès le lendemain, à 63 ans. Le SLP choisit alors le ministre des Entreprises Henry McLeish pour prendre sa suite, ce dernier formant son gouvernement seize jours plus tard.

## Investiture
Donald Dewar est élu Premier ministre le 13 mai 1999 avec l'appui des libéraux-démocrates.
| Candidat | Candidat        | Parti        | Voix |
| -------- | --------------- | ------------ | ---- |
|          | Donald Dewar    | Travailliste | 71   |
|          | Alex Salmond    | SNP          | 35   |
|          | David McLetchie | Conservateur | 17   |
|          | Dennis Canavan  | Indépendant  | 3    |

## Composition
| Portefeuille                                                         | Titulaire | Titulaire                                      | Parti |
| -------------------------------------------------------------------- | --------- | ---------------------------------------------- | ----- |
| Premier ministre                                                     |           | Donald Dewar                                   | SLP   |
| Vice-Premier ministre Ministre de la Justice                         |           | Jim Wallace                                    | SLD   |
| Ministre de l'Enfance et de l'Éducation                              |           | Sam Galbraith                                  | SLP   |
| Ministre de l'Inclusion sociale, des Affaires locales et du Logement |           | Wendy Alexander                                | SLP   |
| Ministre des Entreprises et de la Formation continue                 |           | Henry McLeish                                  | SLP   |
| Ministre des Finances                                                |           | Jack McConnell                                 | SLP   |
| Ministre de la Santé et des Services sociaux                         |           | Susan Deacon                                   | SLP   |
| Ministre des Affaires parlementaires                                 |           | Tom McCabe                                     | SLP   |
| Ministre des Affaires rurales                                        |           | Ross Finnie                                    | SLD   |
| Ministre des Transports et de l'Environnement                        |           | Sarah Boyack                                   | SLP   |
| Lord Advocate                                                        |           | Andrew Hardie (jusqu'au 24/02/2000) Colin Boyd | SLP   |